# Avery Brundage
Avery Brundage (Detroit, Estats Units, 28 de setembre de 1887 - Garmisch-Partenkirchen, Alemanya Occidental, 8 de maig de 1975) fou un atleta, col·leccionista d'art, filantrop nord-americà i 5è President del Comitè Olímpic Internacional.

## Inicis
Va néixer el 28 de setembre de 1887 a la ciutat de Detroit, població situada a l'estat de Michigan. Va estudiar enginyeria civil a la Universitat d'Illinois, on es va graduar el 1909. Posteriorment va crear una empresa de negocis, la Avery Brundage Company, que va estar activa fins al 1947.

## Jocs Olímpics i moviment olímpic
Especialista en decatló i pentatló, als 24 anys va participar en els Jocs Olímpics d'Estiu de 1912 celebrats a Estocolm (Suècia), on va finalitzar sisè en la prova de pentatló, vint-i-dosè en la prova de llançament de disc i no finalitzà en la prova de decatló.
Així mateix participà en la prova d'art que es disputà en els Jocs Olímpics d'Estiu de 1932 realitzats a Los Angeles (Estats Units) amb l'obra "The Significance of Amateur Sport" i en els Jocs Olímpics d'Estiu de 1936 realitzats a Berlín (Alemanya nazi) amb l'obra "The Olympic Games".
L'any 1928 es va convertir en president de l'Amateur Athletic Union, el 1929 fou elegit president del Comitè Olímpic dels Estats Units i el 1930 sotspresident de l'Associació Internacional de Federacions d'Atletisme (IAAF) sota la presidència de Sigfrid Edström.
L'any 1952 fou nomenat President del Comitè Olímpic Internacional després de la renúncia del suec Edström. Brundage serví en aquest càrrec fins al 1972. Durant el seu mandat rebé diverses crítiques, especialment per la falta de referències a la Massacre de Múnic realitzada durant els Jocs Olímpics d'Estiu de 1972 realitzats a Múnic (Alemanya Occidental).
Va morir el 8 de maig de 1975 a l'hospital de Garmisch-Partenkirchen (Alemanya Occidental), a conseqüència d'un atac de cor.

## Guardons
Orde Olímpic d'or